# Mistrzostwa Europy w Piłce Nożnej 1988 (składy)
Artykuł grupuje składy wszystkich reprezentacji narodowych w piłce nożnej, które wystąpią podczas mistrzostw Europy 1988 we RFN w dniach 10–25 czerwca 1988 roku.
- Przynależność klubowa na koniec sezonu 1987/1988.
- Liczba występów i goli podana do dnia rozpoczęcia mistrzostw.
- Zawodnicy oznaczeni symbolem  to kapitanowie reprezentacji.
- Legenda:
Pozycje na boisku:
BR – bramkarz
OB – obrońca
PM – pomocnik
NA – napastnik

## Grupa A

### Dania
Trener:  Sepp Piontek (ur. 5 marca 1940)
| Nr. | Pozycja | Piłkarz              | Data urodzenia            | Mecze | Gole | Klub              |
| --- | ------- | -------------------- | ------------------------- | ----- | ---- | ----------------- |
| 1   | BR      | Troels Rasmussen     | 7 kwietnia 1961(dts)      | 27    | 0    | Aarhus GF         |
| 2   | OB      | John Sivebæk         | 25 października 1961(dts) | 50    | 1    | AS Saint-Étienne  |
| 3   | OB      | Søren Busk           | 10 kwietnia 1953(dts)     | 60    | 2    | Wiener SC         |
| 4   | OB      | Morten Olsen         | 14 sierpnia 1949(dts)     | 96    | 3    | FC Köln           |
| 5   | OB      | Ivan Nielsen         | 9 października 1956(dts)  | 42    | 0    | PSV Eindhoven     |
| 6   | PO      | Søren Lerby          | 1 lutego 1958(dts)        | 64    | 10   | PSV Eindhoven     |
| 7   | PO      | John Helt            | 29 grudnia 1959(dts)      | 19    | 0    | Lyngby BK         |
| 8   | PO      | Per Frimann          | 4 czerwca 1962(dts)       | 14    | 1    | Aarhus GF         |
| 9   | OB      | Jan Heintze          | 17 sierpnia 1963(dts)     | 6     | 0    | PSV Eindhoven     |
| 10  | NA      | Preben Elkjær Larsen | 11 września 1957(dts)     | 67    | 38   | Hellas Verona     |
| 11  | PO      | Michael Laudrup      | 15 czerwca 1964(dts)      | 44    | 18   | Juventus Turyn    |
| 12  | OB      | Lars Olsen           | 2 lutego 1961(dts)        | 15    | 2    | Brøndby IF        |
| 13  | PO      | John Jensen          | 3 maja 1965(dts)          | 14    | 0    | Brøndby IF        |
| 14  | PO      | Jesper Olsen         | 20 marca 1961(dts)        | 41    | 5    | Manchester United |
| 15  | NA      | Flemming Povlsen     | 3 grudnia 1966(dts)       | 15    | 5    | FC Köln           |
| 16  | BR      | Peter Schmeichel     | 18 listopada 1963(dts)    | 10    | 0    | Brøndby IF        |
| 17  | PO      | Klaus Berggreen      | 3 lutego 1958(dts)        | 44    | 5    | FC Torino         |
| 18  | NA      | John Eriksen         | (dts) tr                  | 15    | 6    | FC Servette       |
| 19  | OB      | Bjørn Kristensen     | 10 października 1963(dts) | 12    | 2    | Aarhus GF         |
| 20  | PO      | Kim Vilfort          | 15 listopada 1962(dts)    | 13    | 4    | Brøndby IF        |

### Włochy
Trener:  Azeglio Vicini (ur. 20 marca 1933)
| Nr. | Pozycja | Piłkarz              | Data urodzenia         | Mecze | Gole | Klub            |
| --- | ------- | -------------------- | ---------------------- | ----- | ---- | --------------- |
| 1   | BR      | Walter Zenga         | 28 kwietnia 1960(dts)  | 17    | 0    | Inter Mediolan  |
| 2   | OB      | Franco Baresi        | 8 maja 1960(dts)       | 21    | 1    | A.C. Milan      |
| 3   | OB      | Giuseppe Bergomi     | 22 grudnia 1963(dts)   | 46    | 5    | Inter Mediolan  |
| 4   | OB      | Roberto Cravero      | 3 stycznia 1964(dts)   | 0     | 0    | FC Torino       |
| 5   | OB      | Ciro Ferrara         | 11 lutego 1967(dts)    | 4     | 0    | SSC Napoli      |
| 6   | OB      | Riccardo Ferri       | 20 sierpnia 1963(dts)  | 13    | 2    | Inter Mediolan  |
| 7   | OB      | Giovanni Francini    | 3 sierpnia 1963(dts)   | 8     | 0    | SSC Napoli      |
| 8   | OB      | Paolo Maldini        | 26 czerwca 1968(dts)   | 3     | 0    | A.C. Milan      |
| 9   | PO      | Carlo Ancelotti      | 10 czerwca 1959(dts)   | 17    | 1    | A.C. Milan      |
| 10  | PO      | Luigi De Agostini    | 7 kwietnia 1963(dts)   | 10    | 2    | Juventus Turyn  |
| 11  | PO      | Fernando De Napoli   | 15 marca 1964(dts)     | 21    | 1    | SSC Napoli      |
| 12  | BR      | Stefano Tacconi      | 13 maja 1957(dts)      | 1     | 0    | Juventus Turyn  |
| 13  | PO      | Luca Fusi            | 7 czerwca 1963(dts)    | 2     | 0    | Sampdoria Genua |
| 14  | PO      | Giuseppe Giannini    | 20 sierpnia 1964(dts)  | 15    | 1    | AS Roma         |
| 15  | PO      | Francesco Romano     | 25 kwietnia 1960(dts)  | 0     | 0    | SSC Napoli      |
| 16  | NA      | Alessandro Altobelli | 28 listopada 1955(dts) | 57    | 24   | Inter Mediolan  |
| 17  | PO      | Roberto Donadoni     | 9 września 1963(dts)   | 16    | 1    | A.C. Milan      |
| 18  | NA      | Roberto Mancini      | 27 listopada 1964(dts) | 13    | 0    | Sampdoria Genua |
| 19  | NA      | Ruggiero Rizzitelli  | 2 września 1967(dts)   | 3     | 0    | AC Cesena       |
| 20  | NA      | Gianluca Vialli      | 9 lipca 1964(dts)      | 25    | 8    | Sampdoria Genua |

### Hiszpania
Trener:  Miguel Muñoz (ur. 19 stycznia 1922)
| Nr. | Pozycja | Piłkarz               | Data urodzenia            | Mecze | Gole | Klub               |
| --- | ------- | --------------------- | ------------------------- | ----- | ---- | ------------------ |
| 1   | BR      | Andoni Zubizarreta    | 23 października 1961(dts) | 31    | 0    | FC Barcelona       |
| 2   | OB      | Tomás                 | 9 sierpnia 1960(dts)      | 15    | 0    | Atlético Madryt    |
| 3   | OB      | José Antonio Camacho  | 8 czerwca 1955(dts)       | 79    | 0    | Real Madryt        |
| 4   | OB      | Genar Andrinúa        | 9 maja 1964(dts)          | 9     | 1    | Athletic Bilbao    |
| 5   | PO      | Víctor Muñoz          | 15 marca 1957(dts)        | 57    | 3    | FC Barcelona       |
| 6   | PO      | Ramón María Calderé   | 16 stycznia 1959(dts)     | 18    | 7    | FC Barcelona       |
| 7   | NA      | Julio Salinas         | 11 września 1962(dts)     | 16    | 6    | Atlético Madryt    |
| 8   | OB      | Manuel Sanchís        | 23 marca 1965(dts)        | 14    | 1    | Real Madryt        |
| 9   | NA      | Emilio Butragueño     | 22 lipca 1963(dts)        | 32    | 14   | Real Madryt        |
| 10  | NA      | Eloy                  | 10 lipca 1964(dts)        | 13    | 4    | Sporting Gijón     |
| 11  | OB      | Rafael Gordillo       | 24 lutego 1957(dts)       | 72    | 3    | Real Madryt        |
| 12  | OB      | Diego                 | 20 kwietnia 1960(dts)     | 1     | 0    | Real Betis Sewilla |
| 13  | BR      | Francisco Buyo        | 13 stycznia 1958(dts)     | 4     | 0    | Real Madryt        |
| 14  | PO      | Ricardo Gallego       | 8 lutego 1959(dts)        | 40    | 2    | Real Madryt        |
| 15  | PO      | Eusebio               | 13 kwietnia 1964(dts)     | 2     | 0    | Atlético Madryt    |
| 16  | PO      | José Mari Bakero      | 11 lutego 1963(dts)       | 6     | 3    | Real Sociedad      |
| 17  | PO      | Txiki Begiristain     | 12 sierpnia 1964(dts)     | 2     | 0    | Real Sociedad      |
| 18  | OB      | Miquel Soler          | 16 marca 1965(dts)        | 4     | 0    | Espanyol Barcelona |
| 19  | PO      | Rafael Martín Vázquez | 25 września 1965(dts)     | 5     | 0    | Real Madryt        |
| 20  | PO      | Míchel                | 23 marca 1963(dts)        | 26    | 2    | Real Madryt        |

### RFN
Trener:  Franz Beckenbauer (ur. 11 września 1945)
| Nr. | Pozycja | Piłkarz           | Data urodzenia           | Mecze | Gole | Klub                  |
| --- | ------- | ----------------- | ------------------------ | ----- | ---- | --------------------- |
| 1   | BR      | Eike Immel        | 27 listopada 1960(dts)   | 15    | 0    | VfB Stuttgart         |
| 2   | OB      | Guido Buchwald    | 24 stycznia 1961(dts)    | 18    | 0    | VfB Stuttgart         |
| 3   | OB      | Andreas Brehme    | 9 listopada 1960(dts)    | 36    | 3    | Bayern Monachium      |
| 4   | OB      | Jürgen Kohler     | 6 października 1965(dts) | 15    | 0    | FC Köln               |
| 5   | OB      | Matthias Herget   | 14 listopada 1955(dts)   | 34    | 4    | KFC Uerdingen         |
| 6   | OB      | Uli Borowka       | 19 maja 1962(dts)        | 2     | 0    | Werder Brema          |
| 7   | PO      | Pierre Littbarski | 16 kwietnia 1960(dts)    | 53    | 15   | FC Köln               |
| 8   | PO      | Lothar Matthäus   | 21 marca 1961(dts)       | 61    | 6    | Bayern Monachium      |
| 9   | NA      | Rudi Völler       | 13 kwietnia 1960(dts)    | 49    | 25   | AS Roma               |
| 10  | PO      | Olaf Thon         | 1 maja 1966(dts)         | 24    | 3    | Schalke Gelsenkirchen |
| 11  | NA      | Frank Mill        | 23 lipca 1958(dts)       | 10    | 0    | Borussia Dortmund     |
| 12  | BR      | Bodo Illgner      | 7 kwietnia 1967(dts)     | 3     | 0    | FC Köln               |
| 13  | PO      | Wolfram Wuttke    | 17 listopada 1961(dts)   | 3     | 0    | FC Kaiserslautern     |
| 14  | OB      | Thomas Berthold   | 12 listopada 1964(dts)   | 26    | 1    | Hellas Verona         |
| 15  | OB      | Hans Pflügler     | 27 marca 1960(dts)       | 6     | 0    | Bayern Monachium      |
| 16  | NA      | Dieter Eckstein   | 12 marca 1964(dts)       | 5     | 0    | FC Nürnberg           |
| 17  | PO      | Hans Dorfner      | 3 lipca 1965(dts)        | 5     | 0    | Bayern Monachium      |
| 18  | NA      | Jürgen Klinsmann  | 30 lipca 1964(dts)       | 5     | 1    | VfB Stuttgart         |
| 19  | OB      | Gunnar Sauer      | 11 czerwca 1964(dts)     | 0     | 0    | Werder Brema          |
| 20  | PO      | Wolfgang Rolff    | 26 grudnia 1959(dts)     | 31    | 0    | Bayer Leverkusen      |

## Grupa B

### Anglia
Trener:  Bobby Robson (ur. 18 lutego 1933)
| Nr. | Pozycja | Piłkarz         | Data urodzenia            | Mecze | Gole | Klub              |
| --- | ------- | --------------- | ------------------------- | ----- | ---- | ----------------- |
| 1   | BR      | Peter Shilton   | 18 września 1949(dts)     | 98    | 0    | Derby County      |
| 2   | OB      | Gary Stevens    | 27 marca 1963(dts)        | 23    | 0    | Everton Liverpool |
| 3   | OB      | Kenny Sansom    | 26 września 1958(dts)     | 83    | 1    | Arsenal Londyn    |
| 4   | PO      | Neil Webb       | 30 lipca 1963(dts)        | 7     | 2    | Nottingham Forest |
| 5   | OB      | Dave Watson     | 20 listopada 1961(dts)    | 11    | 0    | Everton Liverpool |
| 6   | OB      | Tony Adams      | 10 października 1966(dts) | 11    | 2    | Arsenal Londyn    |
| 7   | PO      | Bryan Robson    | 11 stycznia 1957(dts)     | 66    | 21   | Manchester United |
| 8   | PO      | Trevor Steven   | 21 września 1963(dts)     | 22    | 3    | Everton Liverpool |
| 9   | NA      | Peter Beardsley | 18 stycznia 1961(dts)     | 24    | 5    | FC Liverpool      |
| 10  | NA      | Gary Lineker    | 30 listopada 1960(dts)    | 32    | 25   | FC Barcelona      |
| 11  | PO      | John Barnes     | 7 listopada 1963(dts)     | 39    | 6    | FC Liverpool      |
| 12  | PO      | Chris Waddle    | 14 grudnia 1960(dts)      | 34    | 4    | Tottenham Hotspur |
| 13  | BR      | Chris Woods     | 14 listopada 1959(dts)    | 12    | 0    | Glasgow Rangers   |
| 14  | OB      | Viv Anderson    | 29 lipca 1956(dts)        | 30    | 2    | Manchester United |
| 15  | PO      | Steve McMahon   | 20 sierpnia 1961(dts)     | 3     | 0    | FC Liverpool      |
| 16  | PO      | Peter Reid      | 20 czerwca 1956(dts)      | 13    | 0    | Everton Liverpool |
| 17  | PO      | Glenn Hoddle    | 27 października 1957(dts) | 50    | 8    | AS Monaco         |
| 18  | NA      | Mark Hateley    | 7 listopada 1961(dts)     | 28    | 9    | AS Monaco         |
| 19  | OB      | Mark Wright     | 1 sierpnia 1963(dts)      | 20    | 0    | Derby County      |
| 20  | OB      | Tony Dorigo     | 31 grudnia 1965(dts)      | 0     | 0    | Chelsea Londyn    |

### Holandia
Trener:  Rinus Michels (ur. 9 lutego 1928)
| Nr. | Pozycja | Piłkarz            | Data urodzenia            | Mecze | Gole | Klub                |
| --- | ------- | ------------------ | ------------------------- | ----- | ---- | ------------------- |
| 1   | BR      | Hans van Breukelen | 4 października 1956(dts)  | 35    | 0    | PSV Eindhoven       |
| 2   | OB      | Adri van Tiggelen  | 16 czerwca 1957(dts)      | 24    | 0    | Anderlecht Bruksela |
| 3   | OB      | Sjaak Troost       | 28 sierpnia 1959(dts)     | 4     | 0    | Feyenoord Rotterdam |
| 4   | OB      | Ronald Koeman      | 21 marca 1963(dts)        | 23    | 3    | PSV Eindhoven       |
| 5   | PO      | Aron Winter        | 1 marca 1967(dts)         | 6     | 0    | Ajax Amsterdam      |
| 6   | OB      | Berry van Aerle    | 8 grudnia 1962(dts)       | 6     | 0    | PSV Eindhoven       |
| 7   | PO      | Gerald Vanenburg   | 5 marca 1964(dts)         | 22    | 1    | PSV Eindhoven       |
| 8   | PO      | Arnold Mühren      | 2 maja 1951(dts)          | 18    | 3    | Ajax Amsterdam      |
| 9   | NA      | John Bosman        | 1 lutego 1965(dts)        | 12    | 11   | Ajax Amsterdam      |
| 10  | NA      | Ruud Gullit        | 1 września 1962(dts)      | 34    | 11   | A.C. Milan          |
| 11  | PO      | John van ’t Schip  | 30 grudnia 1963(dts)      | 16    | 2    | Ajax Amsterdam      |
| 12  | NA      | Marco van Basten   | 31 października 1964(dts) | 19    | 6    | A.C. Milan          |
| 13  | PO      | Erwin Koeman       | 20 września 1961(dts)     | 10    | 1    | KV Mechelen         |
| 14  | NA      | Wim Kieft          | 12 listopada 1962(dts)    | 15    | 7    | PSV Eindhoven       |
| 15  | OB      | Wim Koevermans     | 28 czerwca 1960(dts)      | 1     | 0    | Fortuna Sittard     |
| 16  | BR      | Joop Hiele         | 25 grudnia 1958(dts)      | 4     | 0    | Feyenoord Rotterdam |
| 17  | OB      | Frank Rijkaard     | 30 września 1962(dts)     | 26    | 2    | Real Saragossa      |
| 18  | OB      | Wilbert Suvrijn    | 26 października 1962(dts) | 6     | 0    | Roda Kerkrade       |
| 19  | PO      | Hendrie Krüzen     | 24 listopada 1964(dts)    | 3     | 0    | FC Den Bosch        |
| 20  | PO      | Jan Wouters        | 17 lipca 1960(dts)        | 14    | 1    | Ajax Amsterdam      |

### Irlandia
Trener:  Jack Charlton (ur. 8 maja 1935)
| Nr. | Pozycja | Piłkarz         | Data urodzenia            | Mecze | Gole | Klub                |
| --- | ------- | --------------- | ------------------------- | ----- | ---- | ------------------- |
| 1   | BR      | Pat Bonner      | 24 maja 1960(dts)         | 23    | 0    | Celtic Glasgow      |
| 2   | OB      | Chris Morris    | 24 grudnia 1963(dts)      | 5     | 0    | Celtic Glasgow      |
| 3   | OB      | Chris Hughton   | 11 grudnia 1958(dts)      | 36    | 0    | Tottenham Hotspur   |
| 4   | OB      | Mick McCarthy   | 7 lutego 1959(dts)        | 27    | 1    | Celtic Glasgow      |
| 5   | OB      | Kevin Moran     | 29 kwietnia 1956(dts)     | 36    | 5    | Manchester United   |
| 6   | PO      | Ronnie Whelan   | 25 września 1961(dts)     | 26    | 1    | FC Liverpool        |
| 7   | PO      | Paul McGrath    | 4 grudnia 1959(dts)       | 23    | 3    | Manchester United   |
| 8   | PO      | Ray Houghton    | 9 stycznia 1962(dts)      | 15    | 0    | FC Liverpool        |
| 9   | NA      | John Aldridge   | 18 września 1958(dts)     | 15    | 0    | FC Liverpool        |
| 10  | NA      | Frank Stapleton | 10 lipca 1956(dts)        | 63    | 18   | Derby County        |
| 11  | PO      | Tony Galvin     | 12 lipca 1956(dts)        | 24    | 1    | Sheffield Wednesday |
| 12  | NA      | Tony Cascarino  | 1 września 1962(dts)      | 5     | 1    | FC Millwall         |
| 13  | PO      | Liam O’Brien    | 5 września 1964(dts)      | 6     | 0    | Manchester United   |
| 14  | NA      | David Kelly     | 25 listopada 1965(dts)    | 3     | 4    | FC Walsall          |
| 15  | PO      | Kevin Sheedy    | 21 października 1959(dts) | 13    | 3    | Everton Liverpool   |
| 16  | BR      | Gerry Peyton    | 20 maja 1956(dts)         | 24    | 0    | AFC Bournemouth     |
| 17  | NA      | John Byrne      | 1 lutego 1961(dts)        | 14    | 1    | AC Le Havre         |
| 18  | NA      | John Sheridan   | 1 października 1964(dts)  | 4     | 1    | Leeds United        |
| 19  | OB      | John Anderson   | 7 października 1959(dts)  | 15    | 1    | Newcastle United    |
| 20  | NA      | Niall Quinn     | 6 października 1966(dts)  | 9     | 1    | Arsenal Londyn      |

### ZSRR
Trener:  Walery Łobanowski (ur. 6 stycznia 1939)
| Nr. | Pozycja | Piłkarz                 | Data urodzenia        | Mecze | Gole | Klub                   |
| --- | ------- | ----------------------- | --------------------- | ----- | ---- | ---------------------- |
| 1   | BR      | Rinat Dasajew           | 13 czerwca 1957(dts)  | 77    | 0    | Spartak Moskwa         |
| 2   | OB      | Wołodymyr Bezsonow      | 5 marca 1958(dts)     | 67    | 3    | Dynamo Kijów           |
| 3   | OB      | Wagiz Chidijatullin     | 3 marca 1959(dts)     | 42    | 6    | Spartak Moskwa         |
| 4   | OB      | Ołeh Kuzniecow          | 22 marca 1963(dts)    | 26    | 0    | Dynamo Kijów           |
| 5   | OB      | Anatolij Demjanenko     | 19 lutego 1959(dts)   | 65    | 5    | Dynamo Kijów           |
| 6   | PO      | Wasyl Rac               | 25 kwietnia 1961(dts) | 23    | 2    | Dynamo Kijów           |
| 7   | PO      | Siarhiej Alejnikau      | 7 listopada 1961(dts) | 41    | 3    | Dynama Mińsk           |
| 8   | PO      | Hennadij Łytowczenko    | 11 września 1963(dts) | 32    | 8    | Dynamo Kijów           |
| 9   | PO      | Ołeksandr Zawarow       | 26 kwietnia 1961(dts) | 23    | 4    | Dynamo Kijów           |
| 10  | NA      | Ołeh Protasow           | 4 lutego 1964(dts)    | 35    | 19   | Dynamo Kijów           |
| 11  | NA      | Ihor Biełanow           | 25 września 1960(dts) | 22    | 8    | Dynamo Kijów           |
| 12  | OB      | Iwan Wysznewski         | 21 lutego 1957(dts)   | 6     | 0    | Dnipro Dniepropetrowsk |
| 13  | OB      | Tengiz Sulakwelidze     | 23 lipca 1956(dts)    | 47    | 2    | Dinamo Tbilisi         |
| 14  | OB      | Wiaczesław Sukristow    | 25 kwietnia 1966(dts) | 3     | 0    | CSKA Moskwa            |
| 15  | PO      | Aleksiej Michajliczenko | 30 marca 1963(dts)    | 7     | 1    | Dynamo Kijów           |
| 16  | BR      | Wiktor Czanow           | 21 lipca 1959(dts)    | 7     | 0    | Dynamo Kijów           |
| 17  | NA      | Siergiej Dmitrijew      | 19 marca 1964(dts)    | 6     | 1    | Zenit Leningrad        |
| 18  | PO      | Siergiej Gocmanow       | 27 marca 1959(dts)    | 25    | 2    | Dynama Mińsk           |
| 19  | OB      | Serhij Bałtacza         | 17 lutego 1958(dts)   | 44    | 2    | Dynamo Kijów           |
| 20  | PO      | Wiktor Pasulko          | 1 stycznia 1961(dts)  | 6     | 0    | Spartak Moskwa         |